# Thomas William Kennard
Pour les articles homonymes, voir Kennard.
Thomas William Kennard est un ingénieur civil britannique né dans le Kent le 25 août 1825, et mort à Orchard House, Sunbury-on-Thames, dans le Surrey, le 10 septembre 1893 .

## Biographie
Il est le fils de Robert William Kennard (en) (1800-1870), membre du parlement britannique, représentant Newport (île de Wight), homme d'affaires copropriétaire des usines sidérurgiques Falkirk Iron Co et Blaenavon Iron and Coal Co, et de Mary Ann Challis. Il s'est marié le 20 avril 1847 avec Octavia Smale, fille de Henry Lewis Smale qui était un directeur dans les compagnies Northern and Eastern Railway et Cambrian Iron and Spelter Company.
James Warren, avec Willoughby Theobald Monzoni, a obtenu le 15 août 1848 le brevet pour la poutre en treillis Warren.
Dans l'analyse qu'il fait des sollicitations dans la poutre en treillis Warren, Robert Kennard déduit qu'il est possible de l'améliorer. Il obtient un brevet pour cette modification de la poutre Warren en 1853.

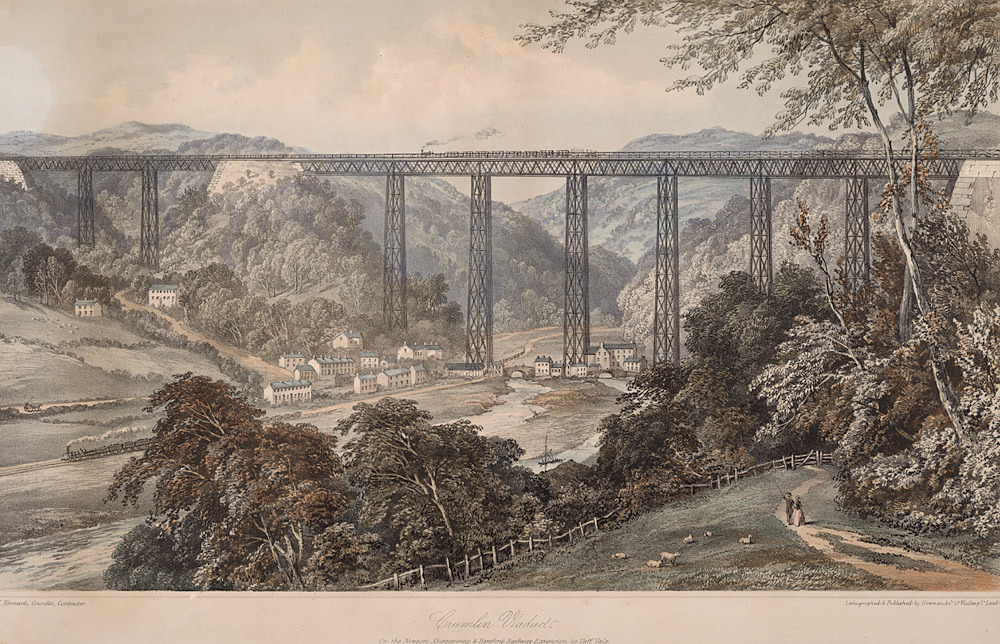
Viaduc de Crumlin

En 1852, la compagnie de chemin de fer Newport, Abergavenny and Hereford Railway (en)  lance un appel d'offres pour la construction d'un viaduc en fer forgé dans le comté de Monmouth pour une extension de la ligne permettant une connexion avec celle du Taff Vale Railway (en) dans le Glamorgan, au sud du Pays de Galles. Ce viaduc, appelé viaduc de Crumlin (en), permet de franchir la vallée de l'Ebbw à Crumlin.
Charles Liddel, l'ingénieur en chef de la compagnie de chemin de fer a choisi de projet de Thomas Kennard qui est entièrement réalisé en treillis métallique, le tablier est un treillis Warren modifié suivant le brevet de Thomas Kennard.
Les pièces en fer forgé ont été réalisées dans les usines de Robert Kennard. L'usine de montage des pièces du viaduc se trouvait à Crumlin. 
Le viaduc comprend alors 7 travées de 45,7 m chacune (150 pieds), pour une longueur totale de 320 m. À sa plus grande hauteur, il atteint 61 m au-dessus de la rivière. Les piles sont constituées de tubes en fonte de 305 mm (1 pied) de diamètre et de 5,18 m (17 pieds) de longueur. Les piles sont faites de 14 colonnes tubulaires. 
La construction du viaduc a été terminée en 1855. Il a été mis en service en 1857.
Ce viaduc a été le premier de ce type en Europe. Il a été suivi, en Europe continentale par le viaduc de Fribourg ou viaduc du Grandfey, sur la Sarine, en Suisse, et en France par le viaduc de Busseau.
Il a été le plus haut viaduc de Grande-Bretagne jusqu'à sa démolition en 1965.
En 1859 il a été approché par James McHenry qui représentait trois compagnies de chemin de fer qui souhaitaient se réunir en un seul réseau. Il a été nommé ingénieur en chef pour la compagnie de chemin de fer Atlantic and Grand Western Railway, aux États-Unis,. Il a étudié plusieurs lignes pour permettre de réunir les réseaux de trois compagnies de chemin de fer de moyenne importance opérant à New York, en Pennsylvanie et en Ohio avec l'objectif de rejoindre le Mississippi en passant par Cincinnati avec un possible embranchement vers les grands lacs par le port de Cleveland. La rentabilité de ce réseau devait être établi grâce au transport du pétrole de Pennsylvanie.
En 1864, il s'est fait construire un yacht à vapeur qu'il a appelé Octavia, du prénom de sa femme. Il a aussi acheté une propriété à Glen Cove et a demandé à l'architecte britannique Jacob Wrey Mould de construire une maison dans un style mélangeant celui du chalet suisse et du style victorien qui est connue sous le nom de Glen Chalet. Thomas Kennard avait rencontre Jacob Mould quand ils travaillaient ensemble sur la conception du Grand Terminus de la compagnie de chemin de fer Western Central Railroad à Hoboken (New Jersey),.
Vers 1870, après la crise financière affectant les entreprises ferroviaires et les affaires américaines, Thomas Kennard est rentré en Grande-Bretagne
En 1869 il a laissé à ses frères la direction de l'usine de construction de ponts de Crumlin pour se consacrer à la construction de ponts hors de Grande-Bretagne. Il a, entre autres, construit un pont sur l'Èbre, en Espagne, un pont sur le Tage, au Portugal, et un autre sur le Tibre, en Italie.